# Бжозова (Опольський повіт)
Бжозова (пол. Brzozowa) — село в Польщі, у гміні Вількув Опольського повіту Люблінського воєводства.
Населення — 152 особи (2011).

## Демографія
Демографічна структура станом на 31 березня 2011 року:
|          | Загалом | Допрацездатний вік | Працездатний вік | Постпрацездатний вік |
| -------- | ------- | ------------------ | ---------------- | -------------------- |
| Чоловіки | 77      | 16                 | 51               | 10                   |
| Жінки    | 75      | 11                 | 47               | 17                   |
| Разом    | 152     | 27                 | 98               | 27                   |